# فرودگاه فیفه
فرودگاه فیفه (به انگلیسی: Fife Airport) (به زبان بومی: Port-adhair Fìobha) یک فرودگاه همگانی است که یک باند فرود آسفالت دارد و طول باند آن ۷۰۰ متر است. این فرودگاه در شهر فیفه کشور اسکاتلند قرار دارد و در ارتفاع ۱۲۲ متری از سطح دریا واقع شده است.